# المقبرة (الرضمة)

تعديل مصدري - تعديل

المقبرة محلة تابعة لقرية الذاري، التابعة لعزلة شيزر بمديرية الرضمة إحدى مديريات محافظة إب في الجمهورية اليمنية.، بلغ تعداد سكانها 215 حسب تعداد اليمن لعام 2004.